# Cola porphyrantha
Cola porphyrantha är en malvaväxtart som beskrevs av J.P.M. Brenan. Cola porphyrantha ingår i släktet Cola och familjen malvaväxter. Inga underarter finns listade i Catalogue of Life.